# Міжнародна асоціація політичних наук
Міжнародна асоціація політичних наук (МАПН) — міжнародна громадсько-наукова організація, яка була утворена у вересні 1949 року з ініціативи 5 національних асоціацій політичних наук під егідою ЮНЕСКО в місті Парижі (Франція).
Мета асоціації — сприяння розвитку і поширенню політичних наук шляхом налагодження співробітництва вчених різних країн, стимулювання наукових досліджень у цій галузі в міжнародному масштабі, організація міжнародних форумів, оприлюднення наукової інформації з політичних питань.

## Діяльність

### Управління
Виконавчий орган МАПН — секретаріат. Місцеперебування секретаріату — місто Дублін (Ірландія).
Під егідою асоціації діє понад 30 дослідницьких центрів. Конгреси МАПН проводяться раз на три роки.
Офіційні мови: англійська і французька.
Здійснює свою діяльність на основі колективного (національної асоціації), асоційованого (бібліотеки, дослідницькі центри) та індивідуального членства. Колективним членом МАПН може стати національна асоціація політичних наук, мета і завдання якої відповідають принципам і статутним завданням асоціації та яка має достатню кількість членів, публікацій і наукових досліджень у галузі політичних наук.

### Форми діяльності
Основні форми діяльності МАПН:
- організація конгресів та щорічних засідань «круглих столів»;
- надання довідково-інформаційних послуг національним асоціаціям, університетам, бібліотекам;
- видавнича діяльність;
- інше.

### Видавнича діяльність
Видає ряд журналів, серед яких найбільш відомі:
- журнал «International Political Science Review» (укр. «Міжнародний огляд політичних наук»);
- бюлетень «Participation» (укр. «Участь»).